# 张波 (1962年)
张波（1962年10月—），男，汉族，山东桓台人，中华人民共和国政治人物。曾任中华人民共和国生态环境部总工程师、水生态环境司司长。